# University of Northern Iowa

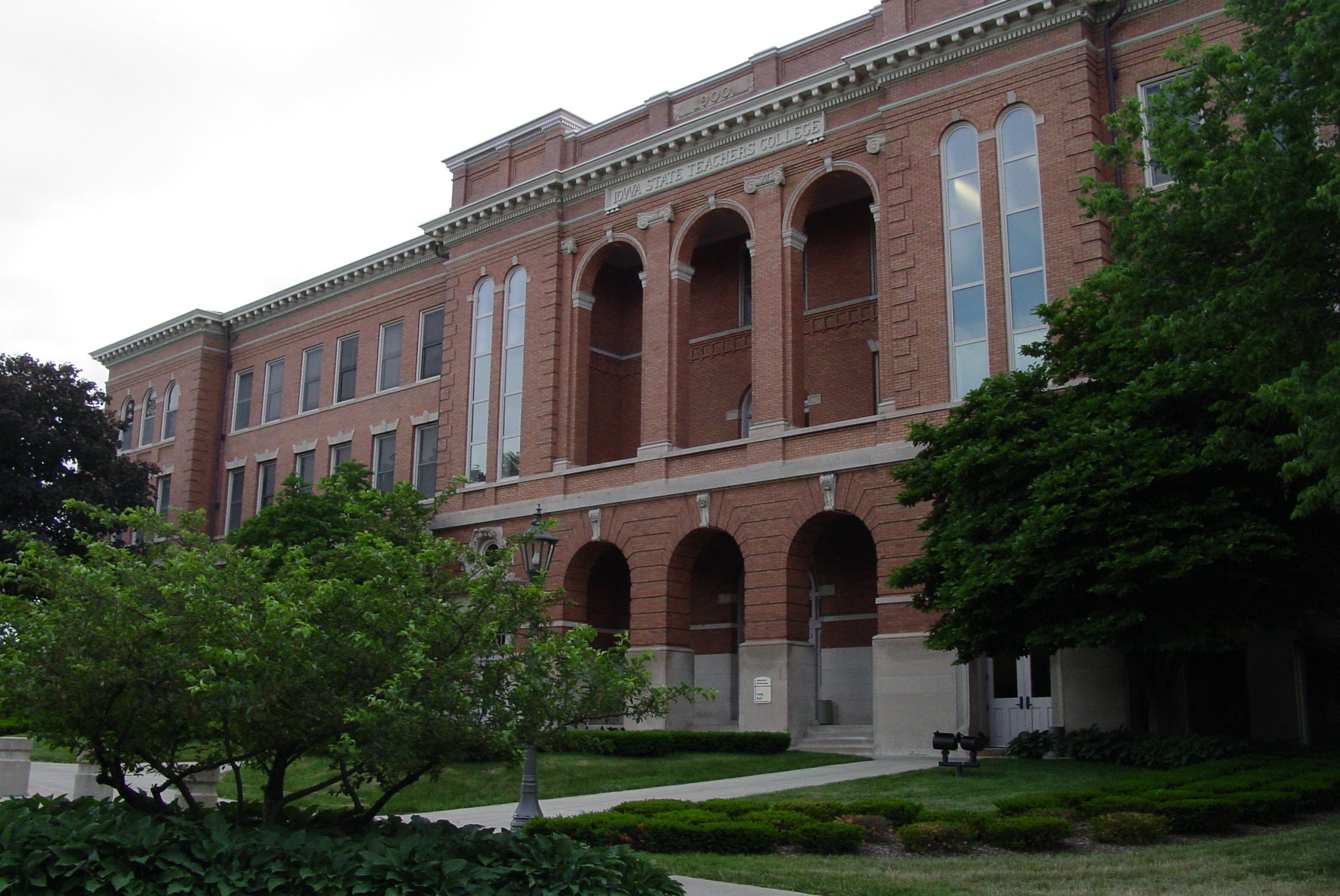
Lang Hall

Die University of Northern Iowa (UNI) ist eine staatliche Universität in Cedar Falls. Im Frühling 2005 waren an der Universität 12.500 Studenten eingeschrieben. Das Motto der Universität lautet Students First.

## Geschichte
1876 wurde die Universität als Iowa State Normal School gegründet. 1909 wurde sie in Iowa State Teachers College umbenannt. Diesen Namen trug sie bis 1961. In diesem Jahr wurde als neuer Name State College of Iowa gewählt. Ihren heutigen Namen trägt die Universität seit 1967.

## Sport
Die Sportteams der UNI nennen sich die Panthers. Die Universität ist Mitglied der Gateway Football Conference und der Missouri Valley Conference für Basketball.

## Berühmte Absolventen
- Chuck Grassley (* 1933) – republikanischer Senator für Iowa
- Ben Jacobson (* 1983) – Basketballspieler
- David Johnson (* 1991) – American-Football-Spieler
- John Little (* 1984) – Basketballspieler
- Brad Meester (* 1977) – American-Football-Spieler
- Kurt Warner (* 1971) – American-Football-Spieler
- Joey Woody (* 1973) – Leichtathlet